# Blackmen Bluz
Blackmen Bluz est un groupe de musique mauricien d'expression française et créole dont le premier album est sorti en 2009, et a marqué la scène locale.

## Biographie
Blackmen Bluz est créé par Michel Bavajee alias Zulu (chanteur) et Lionel Permal (chanteur et guitariste) et composé de plusieurs autres artistes,. Leurs singles Gabriella issue de l'album Akoustika (2009) puis Tir Bouson sorti en 2011 sont des succès à l'Ile Maurice. Édité dans un premier temps à 1 000 exemplaires, Tir Bouson est en rupture de stock au bout d'un mois, une preuve de popularité pour le petit marché mauricien. Le titre est réédité et épuisé à trois reprises. Le groupe est diffusé sur de nombreuses radios et invités à des événements nationaux. Il fait une apparition notamment sur l'émission du Nouvel An de la chaine nationale MBC3 en 2009, anime le spectacle d'élection de Miss et Mister Radio Plus organisé par une radio nationale en 2012. Il se produit également sur l'île voisine de La Réunion, notamment au Sakifo Musik Festival.
Après un second album, les Blackmen Bluz se séparent en 2012 en invoquant des problèmes d'organisation et de compatibilité d'emploi du temps, poursuivre le groupe aurait exigé que ses musiciens passent professionnels,. Plusieurs d'entre eux débutent des carrières solo, en particulier Zulu qui collabore avec des artistes internationaux comme Mario Ramsamy ou Joss Stone. Lionel Permal se lance lui aussi dans une carrière solo et créé une entreprise pour gérer sa carrière musicale,,.